# Fußzelle

Schematische Darstellung eines Aspergillus-Konidienträgers

Eine Fußzelle ist eine Hyphenzelle in den Gattungen Aspergillus und Sterigmatocystis auf denen ein Konidiophor auswächst.
Das erste Anzeichen der Konidiogenese ist das Anschwellen von Zellen innerhalb des Myzels, die dann konidogener Ort genannt werden. Anschließend bilden diese Zellen ein Septum (eine starke Verdickung der Zellwand). Aus jeder dieser sogenannten Fußzellen wächst als Verzweigung senkrecht zur Längsachse der Zelle und üblicherweise annähernd in ihrer Mitte ein einziger Konidiophor. Beim fortschreitenden Wachstum des Konidienträgers verbiegt und verwindet sich die Fußzelle zunehmend. Ihre Verbindung zu den vegetativen Hyphen wird mehr und mehr unscheinbar. Fußzellen können sich sowohl innerhalb des Substrats als auch an Lufthyphen entwickeln.